# SKベネショフ
SKベネショフ（チェコ語: SK Benešov）は、チェコのベネショフをホームタウンとするサッカークラブ。

## 歴史
クラブは1913年6月にAFKベネショフの名前で創設された。1994年、チェコ1部リーグに初昇格した。1999年、SKベネショフに改称した。2013年にクラブ創設100周年を迎えた。

## 歴代所属選手
- 平田英治 1993-1994
- ユリウス・ベーリック 1993-1994